# Bothriomyrmex atlantis
Bothriomyrmex atlantis es una especie de hormiga del género Bothriomyrmex, subfamilia Dolichoderinae. Fue descrita científicamente por Forel en 1894.
Se distribuye por Argelia y Marruecos. Se ha encontrado a elevaciones de hasta 1591 metros. Vive debajo de las piedras, en árboles y arbustos.